# San Luis Somos Todos/Saison 2014
Dieser Artikel listet Erfolge und Fahrer des Radsportteams San Luis Somos Todos in der Saison 2014 auf.

## Erfolge in der UCI America Tour
In den Rennen der Saison 2014 der UCI America Tour gelangen die nachstehenden Erfolge.
| Datum  | Rennen                                      | Kat. | Fahrer      |
| ------ | ------------------------------------------- | ---- | ----------- |
| 4. Mai | Argentinische Meisterschaft – Straßenrennen | CN   | Daniel Díaz |

## Zugänge – Abgänge
| Zugänge     | Team 2013              | Abgänge           | Team 2014 |
| ----------- | ---------------------- | ----------------- | --------- |
| Enzo Moyano | Caja Rural-Seguros RGA | Maximiliano Badde | Unbekannt |
|             |                        | Claudio Claveles  | Unbekannt |

## Mannschaft
| Name              | Geburtstag         | Nationalität |
| ----------------- | ------------------ | ------------ |
| Daniel Díaz       | 7. Juli 1989       | Argentinien  |
| Jorge Giacinti    | 21. Juni 1974      | Argentinien  |
| Sergio Godoy      | 7. Juli 1988       | Argentinien  |
| Emanuel Guevara   | 7. Februar 1989    | Argentinien  |
| Gabriel Juárez    | 7. Dezember 1990   | Argentinien  |
| Alfredo Lucero    | 8. Februar 1979    | Argentinien  |
| Ariel Lucero      | 16. Dezember 1976  | Argentinien  |
| Cristian Martínez | 26. September 1991 | Argentinien  |
| Leandro Messineo  | 13. September 1979 | Argentinien  |
| Enzo Moyano       | 15. Februar 1989   | Argentinien  |
| Fernando Murgo    | 17. Februar 1987   | Argentinien  |
| Mauricio Quiroga  | 13. März 1992      | Argentinien  |
| Andrei Sartassow  | 10. November 1975  | Russland     |
| Leonardo Sosa     | 29. Mai 1992       | Argentinien  |
| Fabian Velázquez  | 21. Mai 1990       | Argentinien  |